# Oleksandr Oniščuk
Oleksandr Vasiljovič Onišćuk (ukr. Олександр Васильович Оніщук) (Sevastopolj, Ukrajina, 3. rujna 1975.), ukrajinski je šahovski velemajstor. 
2001. je godine iselio u SAD, u Baltimore te danas nastupa kao američki šahist.
Najviši rejting u karijeri mu je bio 2701 koji je dosegao srpnja 2010. godine, po čemu je onda bio 36. igrač na svijetu na FIDA-inoj ljestvici. 